# YooHoo y sus amigos (serie de televisión de 2009)
YooHoo y sus amigos es una serie de televisión de dibujos animados surcoreana producido por Aurora World. La serie basado los muñecos surcoreanos. En la serie, YooHoo y sus amigos, sobre la base de las especies en peligro, están en peligro de extinción. Pero cuando todas las semillas son sopladas por accidente de distancia a la Tierra, el grupo fue expulsado accidentalmente hacia abajo también. YooHoo y sus amigos tienen que ir de aventuras para encontrar las semillas mágicas que faltan. En Latinoamérica, la serie se emitió en Canal Once. En 2012, David Feiss creó una nueva versión basada en esta serie.
Desarrollado oficialmente en 2007, la serie fue creada para educar a los niños sobre la protección y la preservación del medio ambiente y anima a los padres y a sus hijos a apreciar la amistad, la armonía, la honestidad y el coraje. Stone Cómicos de entretenimiento y propietario de la franquicia de CJ E&M. CJ Group ahora posee la licencia para la distribución de la serie en Corea del Sur, Japón y América.
En 2013, basada en la línea de juguetes del mismo nombre, producida por el fabricante coreano de juguetes Aurora World Corporation, la serie animada se publicó por primera vez en diciembre de 2007 en seis revistas diferentes. Una franquicia cinematográfica basada en el cruce de series de personajes de superhéroes fue creada en la serie original, que es publicada por Stone Comics Entertainment / propietario de CJ E&M por CJ Group

## Personajes
- YooHoo
- Chewoo
- Pammee
- Roodee
- Lemmee